# Pristimantis lanthanites
Pristimantis lanthanites es una especie de anfibio anuro de la familia Craugastoridae.

## Distribución
Esta especie habita entre los 200 y 1630 m de altitud en la cuenca superior de la Amazonía:
- en el sureste de Colombia;
- en el este de Ecuador;
- en el noreste de Perú;
- en Brasil en el estado occidental de Amazonas.[4]

## Publicación original
- Lynch, 1975 : The identity of the frog Eleutherodactylus conspicillatus (Gunther), with descriptions of two related species from northwestern South America (Amphibia, Leptodactylidae). Contributions in Science Los Angeles, vol. 272, p. 1-19[5]